# Nota fantasma

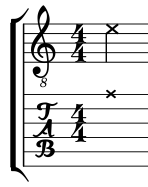
Illustrazione della nota fantasma nella notazione musicale e nella tablatura per chitarra

Nella musica, una nota fantasma è una nota musicale con un valore ritmico, ma senza un tono riconoscibile quando suonata. Nella notazione musicale, questa è rappresentato da una "X". Non deve essere confuso con la notazione a forma di X che eleva una nota a un doppio diesis.
Sugli strumenti a corda, la nota fantasma viene eseguita suonando una corda "silenziata" (muted). "Silenziata al punto da avere un suono più percussivo che ovvio e chiaro nell'intonazione. C'è comunque un tono, certo, ma il suo valore musicale è più ritmico che melodico o armonico... aggiungono slancio e guida a qualsiasi linea di basso". Presenti in una figura ritmica, sono volutamente sminuite, spesso fino quasi al silenzio. Nella musica popolare contemporanea, le note fantasma sono quelle suonate molto dolcemente tra le note "principali" (fuori ritmo sulle note da sedicesimi), spesso sul rullante di una batteria. Le note fantasma sono spesso utilizzate da bassisti elettrici e contrabbassisti in una gamma di musica popolare e stili musicali tradizionali. Nel canto, questo stile di notazione rappresenta le parole pronunciate a ritmo piuttosto che cantate.

## Terminologia
Le note fantasma sono anche chiamate "note morte", "note smorzate", "note silenziate" o "note false".

## Musica strumentale
Le note fantasma non sono semplicemente le note non accentate in uno schema. In un caso in cui una nota fantasma viene ridotta al silenzio, tale nota rappresenta un segnaposto ritmico più o meno allo stesso modo di una pausa. Questa può essere una distinzione molto sottile e la capacità di uno strumentista di distinguere tra ciò che è una nota fantasma e ciò che è una pausa è governata in gran parte dalla natura acustica dello strumento.
Gli strumenti a fiato, compresa la voce umana, e le chitarre sono esempi di strumenti generalmente in grado di oscurare le note senza renderle sinonimo di pause, mentre un pianista o un percussionista avrebbero maggiori difficoltà a creare questa distinzione a causa della natura percussiva degli strumenti, che ostacola la risoluzione del gradiente di volume quando ci si avvicina al silenzio.
Un frequente malinteso è che le note di abbellimento e le note fantasma siano sinonimi. Un abbellimento è per definizione decisamente più corto della nota principale che essa 'abbellisce', ma in molti esempi l'abbellimento riceve un grado di accentuazione (enfasi) maggiore rispetto al principale stesso, anche se è molto più corto del principale. In altre parole, mentre una nota di abbellimento potrebbe essere fantasma, l'effetto fantasma delle note è una funzione del volume piuttosto che di durata.

### Percussione

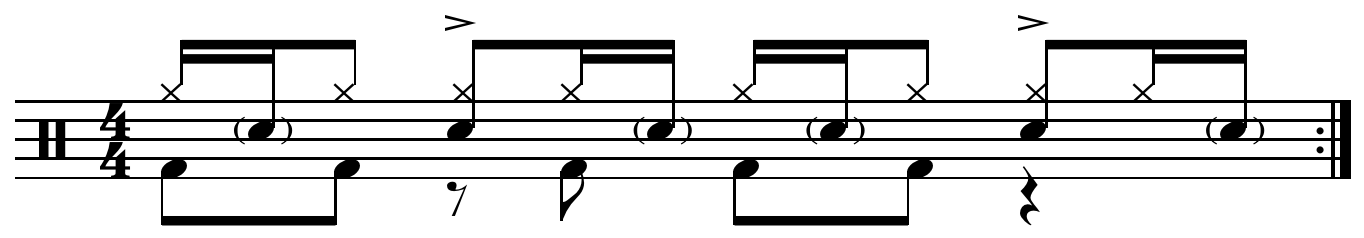
Le note fantasma indicate da parentesi, note principali distinte da accenti

Nella batteria, una nota fantasma viene suonata a volume molto basso, tipicamente su un rullante. Nella notazione musicale, le note fantasma sono indicate tra parentesi che circondano la nota. Secondo Drummer's Bible: How to Play Every Drum Style from Afro-Cuban to Zydeco, lo scopo di una nota fantasma è "...essere ascoltato sotto il suono principale del groove. Questo produce una sottile sensazione di una sedicesima nota attorno a un forte back-beat o determinati accenti".
Esempi possono essere ascoltati nella batteria di Harvey Mason, Mike Clark, Bernard Purdie, Brad Wilk, David Garibaldi e Chad Smith. La batteria con note fantasma è una caratteristica distintiva della musica R&B. Esempi particolarmente riconoscibili di questa tecnica sono il colpo di batteria di Gregory C. Coleman in "Amen Brother" dei Winstons, il ritmo di Clyde Stubblefield in "Cold Sweat" di James Brown e Jeff Porcaro, il quale suona la batteria per la hit dei Toto "Rosanna".

### Strumenti a corda

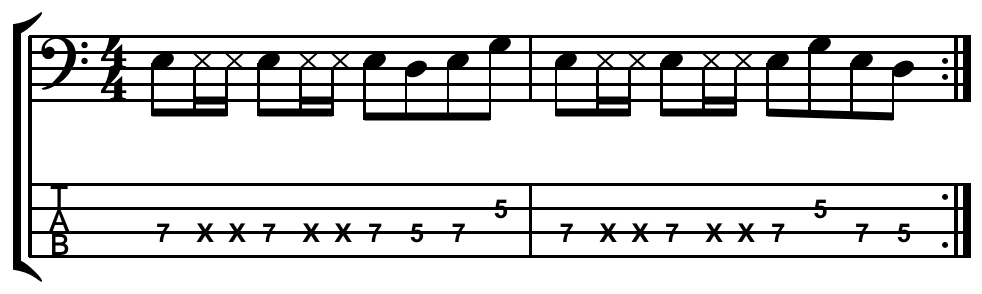
Basso : note fantasma indicate da una 'x'.

Un chitarrista che desidera eseguire il ghosting di una nota può diminuire la pressione che la mano del tasto sta esercitando sulle corde senza rimuovere la mano dalla tastiera (il che comporterebbe il suono delle altezze aperte di quelle corde). Questo è talvolta chiamato "graffio" ed è considerato una nota fantasma a meno che tutte le note non accentate nel modello non siano state "graffiate" (nel qual caso i graffi sono note non accentate).
Sul contrabbasso e sul basso elettrico, come con la chitarra, le note fantasma possono essere eseguite smorzando le corde, sia con la mano che sfreccia che con la mano che pizzica, il che crea note di tono indeterminato le quali hanno una qualità percussiva. Sul basso elettrico, le note fantasma sono ampiamente utilizzate nello slapping, come un modo per creare un suono percussivo simile a una batteria nel funk e nella musica latina. Sul contrabbasso, le note fantasma percussive vengono talvolta eseguite sbattendo le corde contro la tastiera, il che crea un suono percussivo e "clacky". Con il contrabbasso, le note fantasma in stile slap vengono utilizzate nel rockabilly, nel bluegrass, nel blues tradizionale e nello swing jazz.
I bassisti James Jamerson (di Motown), Carol Kaye (di Motown), Rocco Prestia (per Tower of Power) e Chuck Rainey (per Steely Dan, Aretha Franklin e altri) includono tutti "tonnellate di note fantasma fatte bene" nel loro suono.

## Canto
Nel canto, specialmente nel teatro musicale, una nota fantasma rappresenta dei testi che devono essere pronunciati piuttosto che cantati, mantenendo il ritmo marcato ma con un'altezza indeterminata. Le note con valore inferiore a un semitono usano una "X" invece di un ovale. Occasionalmente un semitono o una nota intera è rappresentata con una testa di diamante aperta, che spesso rappresenta un urlo o un grugnito.
Come esempio estremo, "Rock Island", il numero di apertura di The Music Man, è scritto quasi esclusivamente con note fantasma.
Questa notazione può anche indicare Sprechstimme o rap.